# Deal or No Deal
Deal or No Deal – drugi studyjny album amerykańskiego rapera Wiza Khalify. Został wydany 24 listopada 2009 roku. Jedynym singlem jest utwór „This Plane”. Sprzedano około 55 000 egzemplarzy.

## Lista utworów
1. „’Bout Y’all” (gośc. Josh Everette) – 4:00
2. „Chewy” – 3:09
3. „Friendly” (gośc. Currensy) – 3:25
4. „Goodbye” (gośc. Johnny Juliano) – 3:14
5. „Hit tha Flo” – 3:02
6. „Lose Control” – 3:34
7. „Moola & the Guap” (gośc. Lavish & L.C.) – 4:32
8. „Studio Lovin” – 4:18
9. „Right Here” (gośc. Josh Everette) – 4:14
10. „Red Carpet (Like a Movie)” (gośc. Kev da Hustla) – 3:34
11. „Superstar” – 3:22
12. „Take Away” – 3:21
13. „This Plane” – 3:16
14. „Who I Am” – 3:31
15. „Young Boy Talk” – 3:23

## Notowania
| Notowania (2010)                      | Najwyższa pozycja |
| ------------------------------------- | ----------------- |
| U.S. Billboard Top R&B/Hip-Hop Albums | 25                |
| U.S. Billboard Top Rap Albums         | 10                |
| U.S. Billboard Top Heatseekers        | 2                 |